# Albanska
Albanska är ett språk som utgör en egen gren av den indoeuropeiska språkfamiljen. Det talas av cirka 6 miljoner människor, huvudsakligen på västra Balkanhalvön, och skrivs med latinskt alfabet. Det är nationalspråk i Albanien och Kosovo och ett av de officiella språken i Nordmakedonien, Serbien och Montenegro. Det talas vidare av betydande minoriteter i bland annat Grekland och Italien samt i övriga Västeuropa och Nordamerika.

## Klassificering
Albanska utgör en egen gren av den indoeuropeiska språkfamiljen. Det kan inte inordnas i någon av de andra grupperna av den indoeuropeiska språkfamiljen. Därför är språket i fråga varken germanskt, romanskt eller slaviskt. I huvudsak samma öde har armeniska och grekiska, som utgör egna undergrupper.
Albanskans indoeuropeiska karaktär upptäcktes först 1854 av tysken Franz Bopp; detaljer om språkets grundläggande överensstämmelser med de övriga indoeuropeiska språken utarbetades på 1880- och 1890-talen av en annan tysk vid namn Gustav Meyer. Andra viktiga arbeten lades fram av dansken Holger Pedersen och österrikaren Norbert Jokl.
Albanska är vidare det enda nu levande språket av en numera utdöd grupp av den indoeuropeiska språkfamiljen. Det visar inget nära släktskap med andra indoeuropeiska språk och dess koppling till de övriga indoeuropeiska språken är långt ifrån klarlagd.
Vissa forskare menar att albanskan är ett dotterspråk till illyriskan. Om albanskan är illyriskans dotterspråk är svårt att avgöra. Det finns bara några få bevarade ord från illyriskan. Frågan kompliceras ytterligare genom att illyriskan är ett kentumspråk, medan albanskan är ett satemspråk. Många överensstämmelser i ordförrådet mellan albanska och illyriska ses vanligtvis som det främsta direkta beviset för albanskans illyriska ursprung.
Albanskan uppvisar vissa grammatiska likheter med rumänskan och har i vissa fall identiskt lika latinska ord. Denna teori om släktskap mellan albanskan och rumänskan skulle, om det vore sant, betyda att albanskan inte kan ha sitt ursprung i antikens illyriska. Det finns dock inga belägg för att albanskan skulle ha talats i samma språkområde som rumänskan historiskt sett eller av historiskt samma folk.
Trots att albanskan länge varit påverkad av andra språk (romanska språk, grekiska, turkiska och slaviska språk) har det gentemot andra indoeuropeiska språk ett särpräglat ordförråd, och, på många punkter, egen morfologi och fonetik.

## Utbredning

Karta över albanska dialekter.

Antalet talare av albanska var år 2000 omkring 6 000 000. Enligt Language Materials Project vid UCLA (Kaliforniens delstatsuniversitet i Los Angeles) talas det av 5 miljoner människor, medan Andreas Opitz vid universitet i Leipzig anger 6 miljoner, liksom Ethnologue.
Albanska är officiellt språk och talas av en majoritet i Albanien samt Kosovo. Det är också officiellt språk i Nordmakedonien (tillsammans med makedonska). Det talas även i Montenegro, Grekland, Turkiet, Serbien och Italien, samt av mindre betydande minoriteter i Ukraina, Egypten och USA. Det är mycket osäkert hur många albansktalande det finns i Grekland men i Italien uppskattas antalet vara cirka 300 000. Albanskan som talas i Grekland kallas arvanitiska och den som talas i Italien kallas arberesjiska. Dessa är båda varianter av toskisk dialekt. Arberisht i nordalbansk eller gegisk dialekt talas i vissa bosättningar utanför Zarë eller Zadar i Kroatien, medan äldre bosättningar i Ukraina talar ett äldre sydalbanskt talspråk.
År 2019 antogs en lag som gjorde albanska till ett officiellt språk i Nordmakedonien vid sidan av makedonskan.
Institutionen för moderna språk vid Uppsala universitet uppskattar antalet talare av albanska i Sverige till cirka 40 000 personer.

## Historia
Det albanska befolkningen är de nu levande ättlingarna till illyrerna. Om albanskan härstammar direkt från illyriskan är svårt att veta eftersom så lite är känt om det illyriska språket. Albanerna omnämns för första gången i bysantinska källor år 1081. Den första kända källan som påvisar det albanska språkets existens är från det då venetianska Ragusa (dagens Dubrovnik) år 1285. Det första kända skrivna dokumentet på albanska är från 1462. Den äldsta tryckta albanska boken (Meshari, av den katolske prästen Gjon Buzuku) är från 1555. Den första albanska skolan tros ha öppnats av franciskanermunkar år 1683 i Pdhanë. Albanskan skrevs omväxlande med det grekiska, det kyrilliska och det osmanska arabiska alfabetet fram till 1908 då en modifierad version av det latinska alfabetet infördes.
Inom de europeiska akademierna är albanskan ett av de mest eftersatta språken, vilket skapar möjligheter att göra pionjärverk.

## Alfabet
Albanskan använder en modifierad version av det latinska alfabetet med 29 konsonanter och 7 vokaler. Speciella bokstäver för albanskan är ë och ç samt en rad konsonantkombinationer.

### Vokaler
| fonem | grafem | ung. uttal           |
| ----- | ------ | -------------------- |
| /i/   | i      | som i is             |
| /ɛ/   | e      | som i älg            |
| /a/   | a      | som i ask            |
| /ə/   | ë      | som i hellre (schwa) |
| /ɔ/   | o      | som i åska           |
| /y/   | y      | som i yla            |
| /u/   | u      | som i ko             |

### Konsonanter
| fonem | grafem | ung. uttal                      |
| ----- | ------ | ------------------------------- |
| /p/   | p      | som i penna                     |
| /b/   | b      | som i bil                       |
| /t/   | t      | som i tal                       |
| /d/   | d      | som i dal                       |
| /c/   | q      | nästan som i attjo              |
| /ɟ/   | gj     | nästan som i riddjuret          |
| /k/   | k      | som i sak                       |
| /ɡ/   | g      | som i gå                        |
| /ʦ/   | c      | som i tsar                      |
| /ʣ/   | x      | som i engelskans goods          |
| /ʧ/   | ç      | nästan som i klatschig          |
| /ʤ/   | xh     | som i engelskans John           |
| /θ/   | th     | som i engelskans thanks         |
| /ð/   | dh     | som i engelskans this           |
| /f/   | f      | som i far                       |
| /v/   | v      | som i van                       |
| /s/   | s      | som i son                       |
| /z/   | z      | som i engelskans zip            |
| /ʃ/   | sh     | nästan som i affischera         |
| /ʒ/   | zh     | som i franskans je              |
| /h/   | h      | som i hatt                      |
| /m/   | m      | som i man                       |
| /n/   | n      | som i nej                       |
| /ɲ/   | nj     | som spanskans ñ                 |
| /l/   | l      | som i lag                       |
| /j/   | j      | som i ja                        |
| /ɫ/   | ll     | som i engelskans mill (mörkt l) |
| /r/   | rr     | som i ros (tremulant)           |
| /ɾ/   | r      | som i spanskans aro (flapp)     |

A B C Ç D DH E Ë F G GJ H I J K L LL M N NJ O P Q R RR S SH T TH U V X XH Y Z ZH 
a b c ç d dh e ë f g gj h i j k l ll m n nj o p q r rr s sh t th u v x xh y z zh 
a b ʦ ʧ d ð ɛ ə f g ɟ h i j k l ɫ m n ɲ ɔ p c ɾ r s ʃ t θ u v ʣ ʤ y z

## Grammatik
Albanskan har tre genus (maskulinum, femininum och neutrum) och två numerus. Substantiven, som indelas i fem deklinationer, har sex kasus (nominativ, genitiv, ackusativ, dativ, ablativ och vokativ) och böjs för bestämdhet med suffix. Albanskans pluralböjning är mycket oregelbunden. Bestämd artikel placeras efter substantivet. Verben, med två konjugationer, böjs i sex modus (indikativ, konjunktiv, konditionalis, optativ, admirativ och imperativ) och åtta tempus. Verben kam, att ha, och jam, att vara, är oregelbundna. Verbet kam fungerar som temporalt hjälpverb. Standardspråket som bygger mest på sydalbansk dialekt saknar infinitiv, något som sydalbanska har gemensamt med de övriga balkanspråken. Nordalbanska, som talas av en majoritet av albaner, har dock infinitiv. Infinitivens vara eller icke-vara i standardspråket utgör idag en stridsfråga inom albanska kulturella kretsar och har stark sociolingvistisk laddning.[källa behövs]

### Ordföljd
Albanskan har relativt fri ordföljd. Den vanligaste ordföljden är subjekt-verb-objekt, SVO. Negerade satser innehåller en negerande partikel, antingen nuk eller s'. Partikeln placeras framför verbet. Imperativa satser innehåller partikeln mos. UNË JAM=JAG ÄR

### Räkneord
| një—ett                 | tetëmbëdhjetë—arton      |
| dy—två                  | nëntëmbëdhjetë—nitton    |
| tri/tre—tre             | njëzet—tjugo             |
| katër—fyra              | njëzetenjë—tjugoett      |
| pesë—fem                | njëzetedy—tjugotvå       |
| gjashtë—sex             | tridhjetë—trettio        |
| shtatë—sju              | dyzet/katërdhjetë—fyrtio |
| tetë—åtta               | pesëdhjetë—femtio        |
| nëntë—nio               | gjashtëdhjetë—sextio     |
| dhjetë—tio              | shtatëdhjetë—sjuttio     |
| njëmbëdhjetë—elva       | tetëdhjetë—åttio         |
| dymbëdhjetë—tolv        | nëntëdhjetë—nittio       |
| trembëdhjetë—tretton    | njëqind—etthundra        |
| katërmbëdhjetë—fjorton  | pesëqind—femhundra       |
| pesëmbëdhjetë—femton    | njëmijë—ett tusen        |
| gjashtëmbëdhjetë—sexton | një milion—en miljon     |
| shtatëmbëdhjetë—sjutton | një miliard—en miljard   |

## Ordförråd
Forskare tror att de flesta av albanskans vanligaste ord härstammar från urindoeuropeiskan, däremot finns det nästan inga lämningar eller skrifter som helt kan styrka det. Grekiskan och framför allt latin hade tidigt ett stort inflytande på språket vilket förde med sig många tidiga lånord. Från och med 500-talet kom slaverna att föra med sig åtskilliga lånord från de slaviska språken, främst bulgariskan och serbiskan, men även från det slaviska språk som talades i Grekland under denna tid. Under det osmanska rikets styre över området importerades även många turkiska ord.
På grund av de många lånorden från grannspråken har albanskan bara spelat en mindre roll i rekonstruktionen av det indoeuropeiska ordförrådet. Bland de stora språken har albanskan bidragit med det minsta antalet kognater.

## Dialekter
Albanska språket utgörs av två huvuddialekter, gegiska i norr och toskiska i söder. De kallas därför också för nordalbanska respektive sydalbanska. Både gegiska och toskiska kan i sin tur delas in i underdialekter. Den ungefärliga gräns som skiljer huvuddialekterna åt är Shkumbinfloden. Skillnaderna mellan gegiska och toskiska är distinkta i bland annat uttal och grammatik. En stor del av ordförrådet är dock detsamma. Det gör att gegisk- och toskisktalande förstår varandra, om också med viss svårighet.
Gegiska visar på ett inflytande från de romanska språken medan toskiskan visar spår av det gamla grekiska språket. Gegiskan har ett ordförråd med många romanska lånord medan toskiskan har betydligt fler grekiska. Varianterna arberoriska och arberesjiska talas i Grekland respektive Italien och är av toskisk art. Den albanska dialekten som en gång existerade i Istrien i norra Kroatien är numera utdöd.
Små albanska språkområden som löper risk att försvinna återfinns i Sandžak i Serbien, Zadar i Kroatien, Mandritsa i Bulgarien, med flera.
Större delen av Albaniens historiska centra ligger inom gegisktalande områden, i städer som Durrësi, Tirana, Shkodra, Prishtina, Tetova med flera.
En sydlig variant av den gegiska dialekten var det officiella språket i Albanien i början av 1900-talet.
En språkkonferens som hölls i Pristina i Kosovo 1968 bestämde att när ortografin stadfästs ska den tillämpas också i Kosovo. Detta beslut var av stor betydelse för enandet av ett litteraturspråk. Den ortografiska kongressen som hölls i Tirana i Albanien 1972 fastslog ortografin för albanska språket.

## Albanologi
Huvudartikel: Albanologi
Johann Georg von Hahn gav år 1854 ut Albanesische Studien ("Albanska studier") i Jena, som visade att albanska med all sannolikhet var ett indoeuropeiskt språk.

## Textexempel
FN:s deklaration om de mänskliga rättigheterna, artikel 1, på albanska:

Të gjithë njerëzit lindin të lirë dhe të barabartë në dinjitet dhe në të drejta. Ata kanë arsye dhe ndërgjegje dhe duhet të sillen ndaj njëri-tjetrit me frymë vëllazërimi.

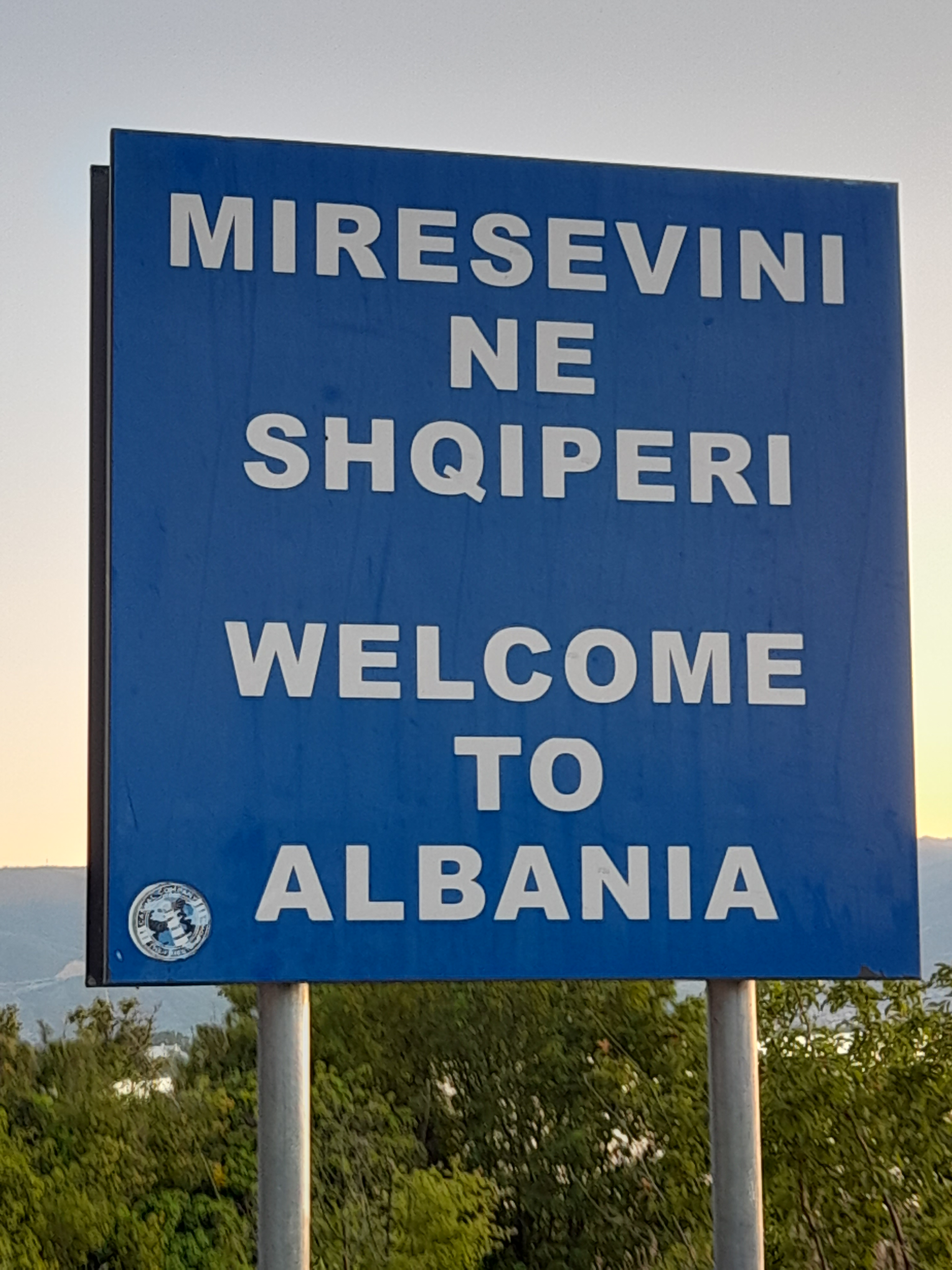
Skylt med text på albanska och engelska. Egentligen Mirësevini në Shqipëri.
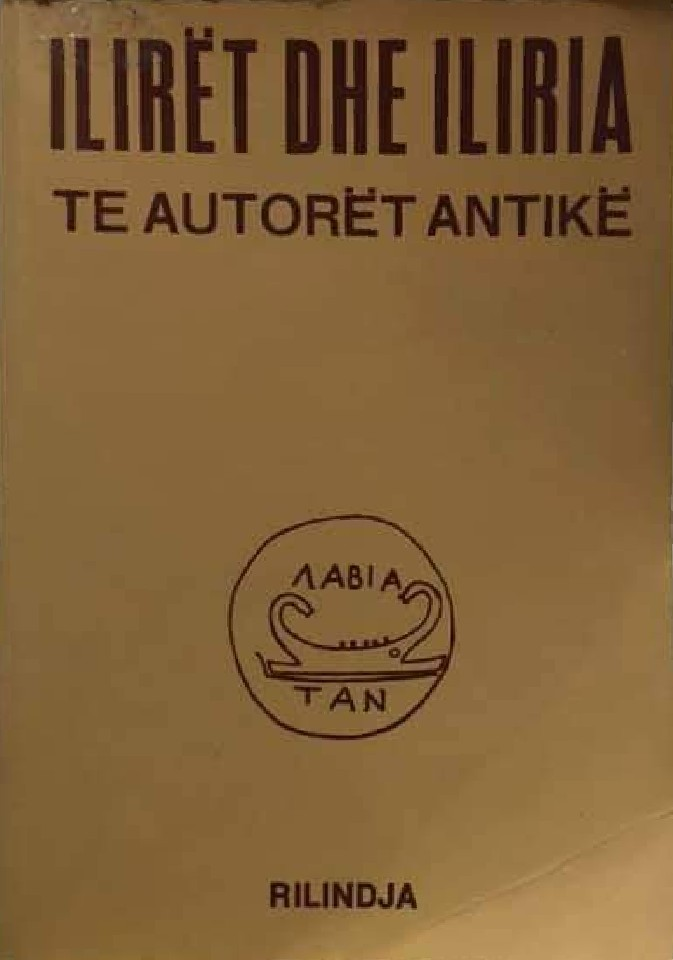
Bokomslag.
Wikipedia-logon, 2010.